# Humeocline madagascariensis
Humeocline madagascariensis là một loài thực vật có hoa trong họ Cúc. Loài này được (Humbert) Anderb. mô tả khoa học đầu tiên năm 1991.